# Fleur Lewis
Fleur Lewis, född 3 december 2003, är en brittisk simmare.

## Karriär
Vid EM 2024 i Belgrad tog Lewis silver på 800 meter frisim och brons på 1 500 meter frisim.